# منتخب البرتغال لكرة الطائرة للرجال
منتخب البرتغال الوطني لكرة الطائرة للرجال (بالبرتغالية: Seleção Portuguesa de Voleibol Masculino‏) هو ممثل البرتغال الرسمي في المنافسات الدولية في كرة طائرة في فئة كرة الطائرة للرجال.